# Bufo retiformis
Anaxyrus retiformis là một loài cóc thuộc họ Bufonidae.
Loài này có ở México và Hoa Kỳ.
Môi trường sống tự nhiên của chúng là vùng cây bụi ôn đới, sông có nước theo mùa, đầm nước ngọt có nước theo mùa, sa mạc ôn đới, vùng đồng cỏ, khu vực trữ nước, ao, và đất có tưới tiêu.
Chúng hiện đang bị đe dọa vì mất nơi sống.